# Droga krajowa nr 431 (Węgry)
Droga krajowa nr 431 (węg. 431-es főút) – droga krajowa w komitacie Csongrád w południowych Węgrzech. Długość – 6 km. Przebieg: 
- Kiszombor – skrzyżowanie z drogą 43
- przejście graniczne Kiszombor – Cenad na granicy węgiersko-rumuńskiej – połączenie z rumuńską drogą 6.